# Quiz (film)
Quiz is een Nederlandse speelfilm van Dick Maas. De film ging in première in maart 2012. De hoofdrollen worden gespeeld door Pierre Bokma en Barry Atsma. De productie was in handen van Tom de Mol en het budget van de film was rond de twee miljoen euro. 
Ondanks de sterke promotiecampagne, wist Quiz slechts zo'n 70.000 bezoekers naar de bioscoop te trekken.

## Verhaal
Een bekende quizmaster, Leo Vandermolen, zit, na zijn laatste show te hebben gepresenteerd, in een restaurant te wachten op zijn vrouw Sandra en dochter Monica als hij plots wordt lastiggevallen door een vreemde man. Deze toont een foto van Leo's vrouw en dochter, geboeid en met tape over hun mond. Leo denkt eerst aan een misplaatste grap, maar de man bewijst dat hij ze echt ontvoerd heeft, en ook dat hij veel privé-informatie over het gezin heeft. De man vertelt dat Leo een uur de tijd heeft om tien vragen te beantwoorden. Mocht het niet lukken, dan zullen zijn vrouw en dochter verdrinken in een watertank die ook in Leo's quiz gebruikt wordt. De vragen gaan over gênante privézaken. De restauranthouder belt na enige tijd de politie. De man toont hem nu een afgesneden vinger van zijn vrouw, waarop Leo tegen de gearriveerde politie zegt dat er niets aan de hand is. Leo gebruikt steeds heftiger geweld tegen de man om hem te dwingen te vertellen waar Leo's vrouw en dochter zijn. De man incasseert dit alles en gaat door met zijn "quiz".
De man heeft Leo's maîtresse met een smoes laten komen voor de vijfde vraag, en geeft Leo opdracht haar weer te laten vertrekken. Dit lukt, maar wekt bij haar zoveel irritatie dat ze later terugkomt en, tijdens een door de onbekende man afgedwongen striptease van Leo bij een naburig tafeltje, op de quizmaster schiet. In het ziekenhuis krijgt Leo bezoek van de man. Deze vertelt dat hij de vader is van het kind dat Leo jaren geleden heeft doodgereden, wat deels zijn schuld was, en dat zijn vrouw later ook nog zelfmoord heeft gepleegd van verdriet. De man geeft Leo een pistool in de hand en houdt de loop in zijn eigen mond, en pleegt vervolgens zelfmoord door een beweging te maken waardoor het pistool afgaat. Achtervolgd door de politie gaat Leo op zoek naar zijn vrouw en dochter, die hij terugvindt in een busje vlak bij het restaurant.
Terwijl de dochter in Spanje een herhaling van haar vaders show terugkijkt met een vriendin, vieren Leo en zijn vrouw hun nieuwe leven in Spanje. In het laatste shot is te zien dat Leo eveneens een vinger mist.

## Rolverdeling
| Acteur                  | Rol                       |
| ----------------------- | ------------------------- |
| Barry Atsma             | Leo                       |
| Pierre Bokma            | De man (ontvoerder)       |
| Stephan Evenblij        | Koos                      |
| Carly Wijs              | Paula                     |
| Marck Oostra            | Gerant                    |
| Hanna Verboom           | Louise                    |
| Kim van Kooten          | Sandra                    |
| Susan Radder            | Monica                    |
| Tessa Stephenson        | Kandidate Hannie          |
| Ruben Brinkman          | Kandidaat Gerben          |
| Danny Vera              | Regisseur                 |
| Escha Tanihatu          | Regie-Assistente          |
| Loek Peters             | Max                       |
| Remco Koning            | Ober Sergio               |
| Richard van Hees        | Eduardo                   |
| Robin Rienstra          | Fotogenieke politieagent  |
| Bob Schrijber           | Potige man                |
| Marietta Koning         | Vrouwelijke gast          |
| Burt Rutteman           | At Commandant             |
| Oscar Aerts             | At-er                     |
| Mike Reus               | Hartman                   |
| Arnost Kraus            | Rechercheur               |
| Boyd Grund              | Zwijgende politieagent    |
| Dave Mantel             | Vervelende politieagent   |
| Marije Coralie Loermans | Verpleegster              |
| Jolanda van den Berg    | Verslaggeefster           |
| Wigger Verschoor        | Cameraman                 |
| Dieter Jansen           | Persfotograaf             |
| Tycho Plooyer           | Zenuwachtige politieagent |
| Sven Bijma              | Nerveuze politieagent     |
| Fleur Favalli           | Gabriella                 |
| Frits Groen             | Potige ober               |
| Tanya Witkamp           | Serveerster               |
| Gert Kats               | Toiletgast 1              |
| Remco Mentink           | Toiletgast 2              |
| Damian Genefaas         | Beachboy                  |
| Ron de Groen            | Vader gezin restaurant    |